# Павел Јанас
Павел Јанас (пољ. Paweł Janas; Пабјањице, 4. март 1953) пољски је фудбалер и тренер фудбалске репрезентације Пољске.

## Фудбалер
Као фудбалер најчешће је играо у одбрани, на позицији штопера. Играо је у пољском клубу Влокњаж Пабњице од 1965 — 1975. године. После је играо у тимовима Видсев Лођ (1975—1977), Легија Варшава (1978 — 1982. и (1986 — 1988). Од 1976 — 1984. играо је 54 утакмица у Пољској репрезентацији. Играо је на светском првенству у Шпанији, 1982. године, када је освојила 3 место. Сматра зе за најбољег Пољског одбрамбеног играча између седамдесетих и осамдесетих година двадесетог века.

## Тренер
Павел Јанас је апсолвент Академије физичког васпитања у Варшави. Тренерску каријеру је започео као помоћни тренер у Легији Варшава (1989 — 1990). Помагао је Владиславу Стахурском у вођењу јуниорске пољске репрезентације (1990—1992). Као асистент Јануша Војћика био је тренер Легије Варшава до краја 1993, а после тога је самосално водио тим. Два пута је освојио првенство пољске (1994. и 1995), двапут Куп Пољске (1994. и 1995) као и суперпехар Пољске (1994).

## Селектор
По одласку из Легије Варшава 1996. преузео је пољску омладинску репрезентацију на олимпијским играма. Са тог места је отишао 1999. године. 20. децембра 2002. номинован је на место селектора сениорске фудбалске репрезентације Пољске.

## Награде
- 1986 - најбољи страни фудбалер који игра у француској лизи
- 1994 - тренер године (заједно са Пиотрем Пјекачикем) у плебицисту Piłki Nożnej (Фудбал)
- 1995 - награда аутора Encyklopedii Piłkarskiej FUJI (Фудбалске енциклопедије FUJI)
- 1995 - тренер године у плебицисту Piłka Nożna (Фудбал)
- 2004 - тренер године у плебицисту Piłki Nożnej (Фудбал)
- 2005 - тренер године у плебицисту Piłki Nożnej (Фудбал)